# Энглер, Франсуа
Франсуа́ Энгле́р (фр. François Englert [fʁɑ̃.swa ɑ̃.glɛʁ], правильнее — Англе́р; род. 6 ноября 1932) — бельгийский физик-теоретик, специализирующийся в области статистической физики, квантовой теории поля, космологии, теории струн и супергравитации, лауреат Нобелевской премии по физике за 2013 год совместно с Питером Хиггсом за теоретическое открытие механизма генерации массы субатомных частиц в релятивистской калибровочной теории, подтвержденное обнаружением бозона Хиггса в ходе экспериментов на Большом адронном коллайдере.

## Биография
Франсуа Энглер родился в 1932 году в Эттербеке (один из районов Брюсселя) в еврейской семье. Во время нацистской оккупации Бельгии он, скрывая своё еврейское происхождение, жил в различных сиротских приютах и детских домах бельгийских городов Динан, Люстэн, Стумон и, наконец, Анвуа-Руийон, где был освобождён наступавшими американскими войсками.
В 1955 году Энглер окончил Брюссельский свободный университет по специальности инженера-электромеханика. Там же в 1959 году получил степень PhD в области физики. С 1959 по 1961 годы работал в Корнеллском университете, будучи сначала ассистентом Роберта Браута, а потом в качестве адъюнкт-профессора. Впоследствии Энглер вернулся в Брюссельский университет, где получил профессорскую должность. В 1980 году он совместно с Робертом Браутом сформировал исследовательскую группу. В 1998 году Энглер получил должность почётного профессора.
С 2011 года он занимает должность приглашённого профессора в Чепменском университете в Калифорнии. Кроме того, с 1984 года он является профессором колледжа физики и астрономии Тель-Авивского университета.

## Механизм Браута-Энглера-Хиггса
В 1964 году Браут и Энглер показали, что калибровочные векторные бозоны могут приобретать ненулевую массу в процессе спонтанного нарушения симметрии. Основываясь на неприменимости теоремы Голдстоуна по отношению к калибровочным полям, Хиггс пришёл к тому же результату. В том же году статью по этой проблематике выпустили Джеральд Гуральник, Карл Хаген и Том Киббл. На церемонии, проведённой журналом Physical Review Letters по поводу пятидесятилетия этого открытия, была отмечена ценность всех трёх работ.

## Премии и награды

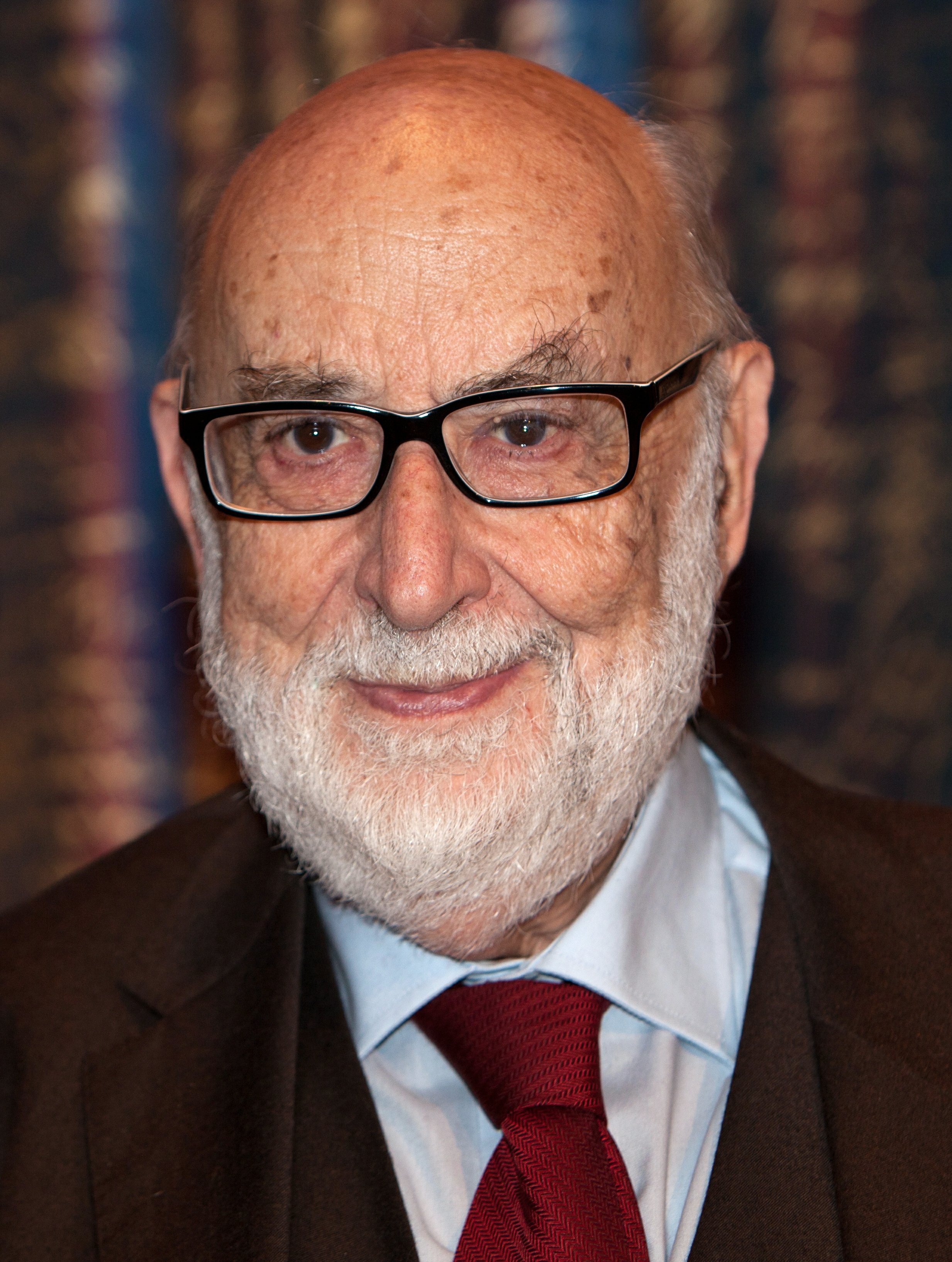
Энглер в 2013 году

В 1982 году Энглер был удостоен премии Франки, в 1997 году — премии в области физики частиц и физики высоких энергий (совместно с Браутом и Хиггсом) за разработку принципа унификации взаимодействий короткого и дальнего порядков посредством генерации массивных калибровочных векторных бозонов, в 2004 году — премии Вольфа по физике (совместно с Браутом и Хиггсом), в 2010 году — премии Сакураи в области физики элементарных частиц (совместно с Джеральдом Гуральником, Карлом Хагеном, Томом Кибблом, Питером Хиггсом и Робертом Браутом), в 2013 году он получил премию принца Астурийского в области технических и научных исследований совместно с Питером Хиггсом и институтом ЦЕРН.
В июле 2013 года ему был присвоен баронский титул королём Бельгии Альбертом II.

## Семья
Жена — Мира Энглер, 5 детей.